# Мертві спідниць не носять
«Мертві спідниць не носять» (англ. Dead Men Don't Wear Plaid, букв. «Мертві пледів не носять») — комедійна стрічка, знята як пародія на детективні фільми 1940-х -1950-х років. Кінокартина присвячена пам'яті американській художниці по костюмах Едіт Гед.

## Сюжет
До приватного детектива Рігбі Реардона звертається Джульєтта Форрест. Вона впевнена, що її батько, відомий сировар, загинув не у випадковій аварії. Реардон береться за справу та виходить на таємну неонацистську організацію, яка хоче розплавити США смердючим сиром.

## У ролях
| Актор        | Роль              |
| ------------ | ----------------- |
| Стів Мартін  | Рігбі Реардон     |
| Рейчел Ворд  | Джульєтта Форрест |
| Рені Сантоні | Карлос Родрігес   |
| Карл Райнер  | фон Клюк          |
| Джордж Гейнз | доктор Форрест    |

У використаних фрагментах з фільмів з'являються Алан Ледд, Барбара Стенвік, Рей Мілланд, Ава Гарднер, Берт Ланкастер, Гамфрі Богарт, Кері Грант, Інгрід Бергман, Вероніка Лейк, Бетті Девіс, Лана Тернер, Едвард Арнольд, Кірк Дуглас, Джеймс Кегні, Фред Мак-Мюррей, Джоан Кроуфорд, Чарльз Лотон, Вінсент Прайс, Вільям Конрад, Чарльз Мак-Гроу, Джефф Корі, Джон Мільян, Браян Донлеві, Норма Варден, Едмонд О'Браєн, Воллі Браун.

## Створення

### Виробництво
Зйомки фільму проходили в Каліфорнії, США.

### Знімальна група
- Кінорежисер — Карл Райнер
- Сценаристи — Карл Райнер, Стів Мартін, Джордж Гайп
- Кінопродюсери — Девід В. Пікер, Вільям І. Мак-Ієн
- Композитор — Міклош Рожа
- Кінооператор — Майкл Чепмен
- Кіномонтаж — Бад Молін
- Художник-постановник — Джон ДеКуір
- Художник-декоратор — Річард Годдард
- Художник по костюмах — Едіт Гед[2].

## Сприйняття
Фільм отримав позитивні відгуки. На сайті Rotten Tomatoes оцінка стрічки становить 77 % на основі 22 відгуків від критиків (середня оцінка 6,5/10) і 72 % від глядачів із середньою оцінкою 3,4/5 (10 041 голос). Фільму зарахований «стиглий помідор» від кінокритиків та «попкорн» від глядачів, Internet Movie Database — 6,8/10 (17 850 голосів).